# Schillerův dům (Cheb)
Schillerův dům v Chebu (německy Schillerhaus, historicky též Metternichhaus, či Gasthaus Zum Goldenen Hirsch - hostinec U zlatého jelena) je barokní měšťanský dům postavený v roce 1673. Budova nesoucí jméno německého básníka Friedricha Schillera se nachází na jihovýchodním okraji náměstí Krále Jiřího z Poděbrad č. 2/17 napravo od městské radnice Chebu. Objekt je od roku 1988 chráněnou kulturní památkou.
V současné době je v objektu umístěna expozice Retromuzea.

## Historie

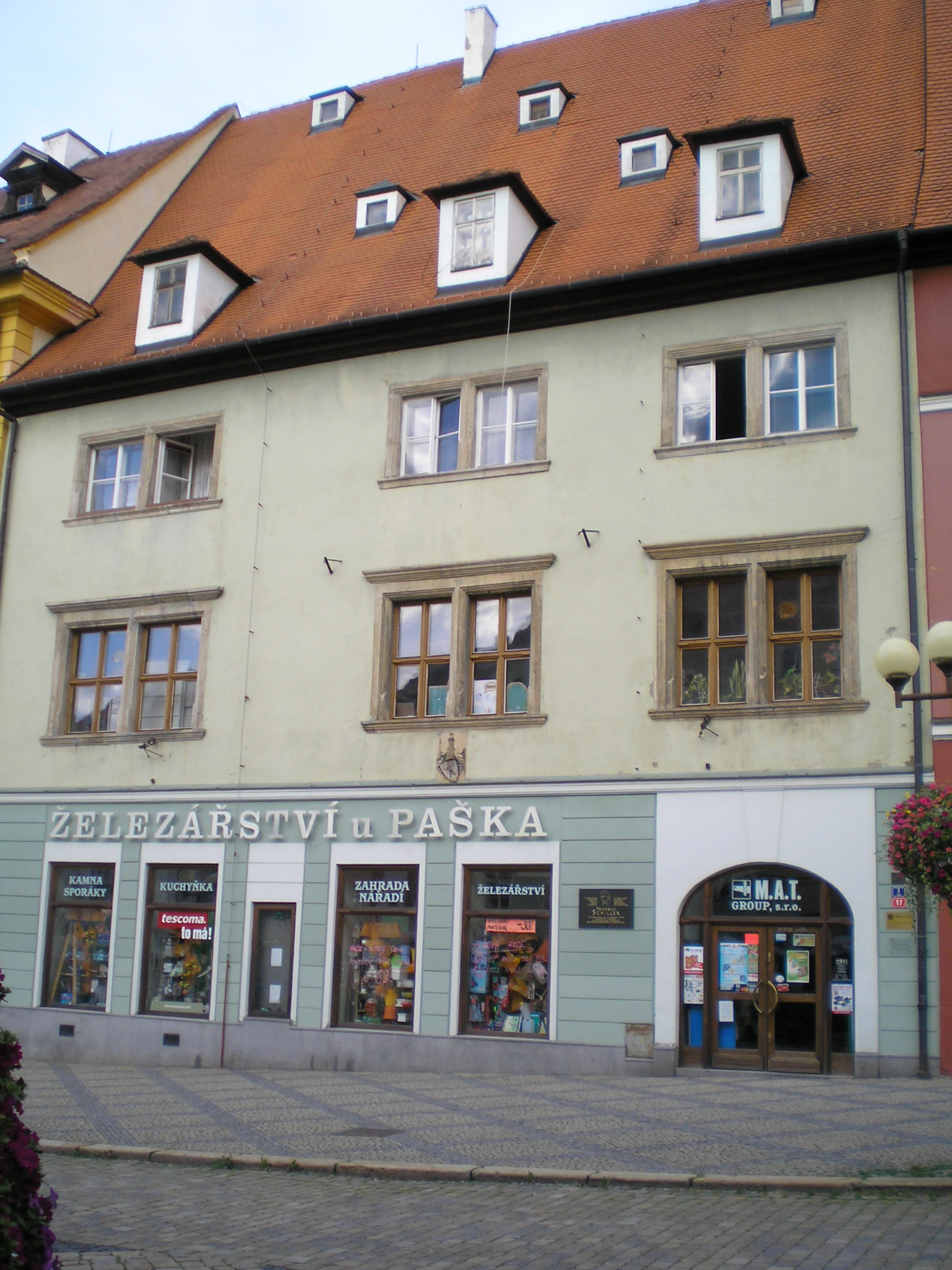
Schillerův dům v roce 2012

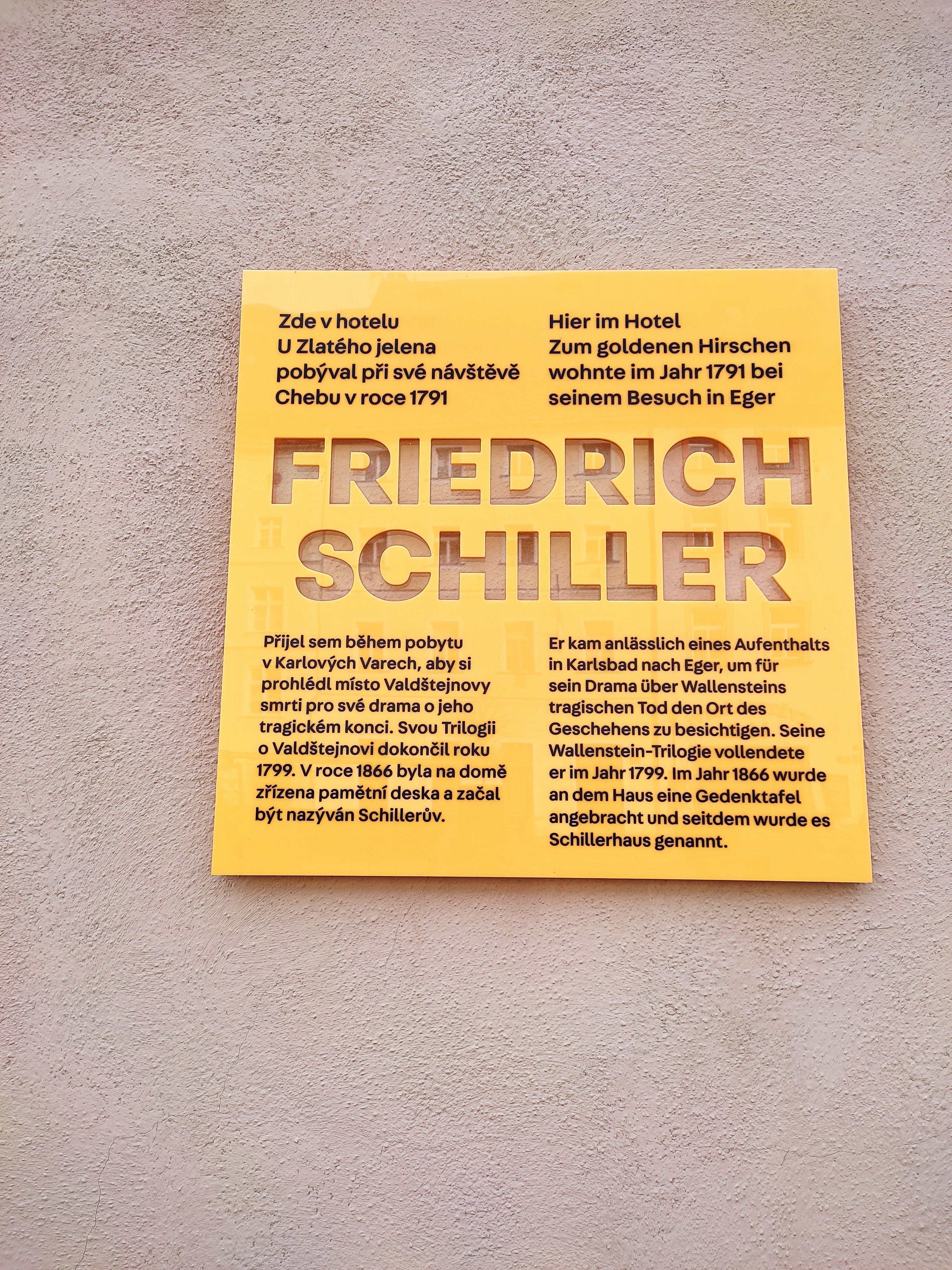
Pamětní tabulka připomínající pobyt Friedricha Schillera v Chebu

Dům s erbem pod prostředními okny v prvním patře se zpočátku nazýval podle svého stavitele Metternichhaus. V roce 1791 Cheb navštívil básník a dramatik Friedrich Schiller, který se v té době zdržoval na pitné kúře ve Františkových Lázních a Karlových Varech a historických studiích o životě Albrechta z Valdštejna, aby zde načerpal inspiraci pro své drama Valdštejn.
Tehdejší budova, v níž se nacházel hostinec Zum goldenen Hirsch, byla na básníkovu počest přejmenována na Schillerhaus.
V letech 1854 až 1862 v době žil skladatel Václav Jindřich Veit.
Původní pamětní desky připomínající Schillera a Veita vedle dvou středových oken v prvním patře byly odstraněny a zničeny během renovačních prací v roce 1962. Později zde byla instalována nová pamětní deska Freidricha Schillera.